# مارسلو رومرو
مارسلو رومرو (انگلیسی: Marcelo Romero؛ زادهٔ ۴ ژوئیهٔ ۱۹۷۶) یک بازیکن فوتبال بازنشسته اهل اروگوئه است.
وی همچنین برای تیم ملی فوتبال اروگوئه در جام جهانی ۲۰۰۲ بازی کرده‌است.